# Henri Guisan
Henri Guisan (Mézières, 21. listopada 1874. – Pully, 7. travnja 1960.) bio je švicarski vojni časnik izabran za generala Švicarske vojske tijekom Drugog svjetskog rata. Četvrti je i posljednji general Švicarske od stvaranja moderne švicarske države. Ostao je zapamćen po uspješnom organiziranju i pripremanju švicarske vojske i stanovništva u obrani protiv mogućeg napada Nacističke Njemačke.
2010. godine izabran je kao četvrti najznačajniji Švicarac u povijesti.

## Životopis
Henri Guisan je rođen 21. listopada 1874. u selu Mézières na istoku kantona Vaud u protestantskoj obitelji liječnika Charlesa Ernesta Guisana i Louise-Jeanne. Nakon završenog klasičnog obrazovanja pohađa poljoprivredne škole u Francuskoj i Njemačkoj te povratkom u Švicarsku 1897. postaje zemljoposjednikom i poljoprivrednikom. Iste godine vjenčao se s Mary Doelker s kojom je imao dvoje djece.
Nakon pridruživanja Švicarskoj vojsci 1894. postaje poručnikom u odredu poljskoga topništva. Godine 1904. imenovan je satnikom, a bojnikom 1911. godine kada prelazi u pješaštvo. Godine 1916. imenovan je pukovnikom. Godine 1919. postaje zapovjednikom 2. divizije te 9. pješačke bojne.
Tijekom Međuraća politički je aktivan te pripada konzervativnim i antisocijalističkim strujama. U tom razdoblju postupno će napredovati do najvišeg čina Švicarske vojske u mirnodopskom razdoblju, Korpskommandanta, čina kojeg je primio 1932. godine uz potporu saveznog ministra obrane Rudolfa Mingera.

## U službi generala
Nakon potpisivanja njemačko-sovjetskog pakta, u Švicarskoj se priprema opća mobilizacija te je stoga 28. kolovoza 1939. godine, svega nekoliko dana prije početka Drugog svjetskog rata sazvano plenarno zasjedanje švicarske Savezne skupštine kako bi uslijed rastućih napetosti u Europi bio izabran general. 30. kolovoza 1939. s 204 glasa od 231 Guisan je izabran za generala. Drugi kandidat, Jules Borel, dobio je 21 glas, uglavnom od socijalista. Unatoč ideološkim razlikama, Guisan je uživao jednoglasno povjerenje švicarskog političkog društva tijekom rata.
Generalu je dan zadatak da sačuva švicarsku nezavisnost i teritorijalni integritet. Stoga 4. rujna, general Guisan naređuje raspoređivanje snaga na francuskoj granici kako bi se sprječio mogući prodor francuskih snaga kroz švicarski teritorij u cilju napada na Njemačku. Svega nekoliko tjedana kasnije, general također utvrđuje obrambene položaje protiv Njemačke na rijeci Limmat. Istovremeno u tajnosti se vode pregovori s Francuskom o zajedničkim akcijama u slučaju njemačkog ulaska na švicarski teritorij.
Nakon pada Francuske Guisan raspoređuje vojsku na vrlo širokom graničnom pojasu s Njemačkom. Savezno vijeće i general Guisan uviđaju da u takvom stanju Švicarska ne bi mogla zaustaviti njemački napad, te stoga od srpnja 1940. Guisan razrađuje novu strategiju koja se nazivala Nacionalno utvrđivanje. Strategija je išla za pripremanjem snažnog otpora u Jurskom gorju i Švicarskoj visoravni koji bi trebali usporiti njemačko napredovanje kako bi se mogli učvrstiti i obraniti planinski položaji i vojni sustav u središnjoj Švicarskoj.
Guisan je uputio stratešku prijetnju Njemačkoj da će Švicarska uništiti sve važne cestovne i željezničke pravce preko Alpa u slučaju njemačkog napada što bi uvelike kompromitiralo njemačke i talijanske strateške planove. Strategija je predstavljena vojnim zapovjednicima 25. srpnja 1940. Do kraja 1941., 2043 eksplozivna punjenja su postavljena u nizu alpskih tunela. Ovakva strategija umanjila je mogućnost Hitlerovog napada na Švicarsku.
Tijekom rata general Guisan je imao pristupačan odnos s vojnicima i civilnim stanovništvom što ga je učinilo nacionalnim simbolom otpora.
Po završetku rata u Europi, 4. lipnja 1945. godine general je zatražio od Savezne skupštine da ukine opću mobilizaciju i da ga razrješi službe generala do 20. kolovoza iste godine.

## Smrt
Henri Guisan umire u 85. godini, 7. travnja 1960. u Pullyu. Sahranjen je 12. travnja, a oko 300 tisuća ljudi nazočilo je njegovoj pogrebnoj povorci kroz Lausannu što je čini najvećom u švicarskoj povijesti.